# 西山恒夫
西山恒夫（にしやま つねお、1937年1月28日 - ）は、日本の水産学者。学位は、水産学博士（北海道大学）。北海道函館市出身。
北海道大学水産学部卒業。同大学院水産学研究科博士課程中退。1967年北海道大学水産学部専任講師。その後、同水産学部助教授。1975年3月北海道大学より「ブリストル湾系ベニサケ海岸生活冬期における食物要求に関する研究」で水産学博士の学位を受く。1975年アメリカ・アラスカ大学フェアバンクス校水産海洋学部海洋生態学講座助教授。1985年東海大学工学部札幌教養部教授。1988年北海道東海大学工学部教授。1997年北海道東海大学学長。2000年同学長退任。2006年北海道東海大学定年退職。同名誉教授。2013年北海道オホーツク流氷科学センター3代所長（~2014年）。

## 研究
- 寒冷地域における魚類を中心とした食物連鎖
- タラ科魚類の初期生活史
- ベーリング海の水温変動と魚類回遊